# Диуф, Умар
Умар Диуф (фр. Oumar Diouf; род. 15 мая 2003) — сенегальский футболист, нападающий клуба «Ризеспор».

## Клубная карьера
Диуф — воспитанник клуба «Дару Салам». В 2023 году Умар подписал контракт с турецким «Ризеспором». 13 августа в матче против «Адана Демирспор» он дебютировал в турецкой Суперлиге.

## Международная карьера
В 2023 году в составе молодёжной сборной Сенегала году Диуф принял участие в молодёжном чемпионате мира в Аргентине. На турнире он сыграл в матчах против команд Израиля и Колумбии. 